# Post hoc ergo propter hoc
Post hoc ergo propter hoc (latin "Efter detta, därför till följd av detta") betecknar ett logiskt felslut där man antar att eftersom en händelse sker efter en annan måste den andra bero på den första. Ibland förkortas uttrycket till post hoc. 
Exempel: Jag ber alltid på kvällen. På kvällen går alltid solen ner. Alltså måste jag be, för annars går inte solen ner.